# محمد ريان
محمد ريان هو طيار حربي عراقي ولد في سنة 1955 في مدينة بيجي في العراق كان طيار حربي مع القوة الجوية العراقية في الحرب العراقية-الأيرانية وأشتهر بإصابته 10 طائرات حربية إيرانية في الحرب. ويعتبر واحد من أنجح الطيارين الحربيين في التاريخ العسكري العراقي. كانت طيارته من نوع ميكويان جيروفيتش ميج-21 السوفيتية وفي أثناء الحرب تم إصابته من الطائرات الحربية الإيرانية في سنة 1986 وتوفي.